# Maimunah Mohd Sharif

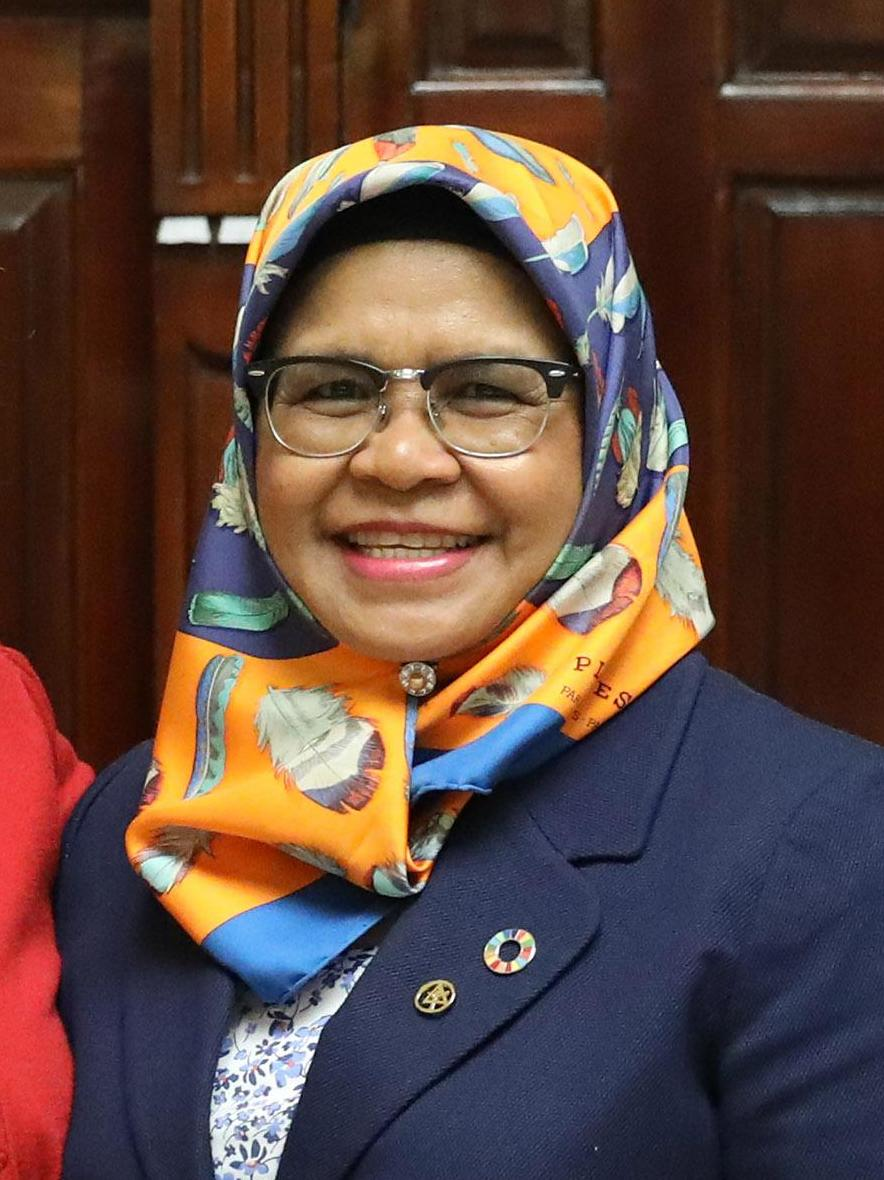
Maimunah Mohd Sharif (2018)

Maimunah Mohd Sharif (* 26. August 1961 in Kuala Pilah, Malaysia) ist eine malaysische Städteplanerin und seit 2018 Exekutivdirektorin des Programms der Vereinten Nationen für menschliche Siedlungen (UN-HABITAT).

## Jugend und Ausbildung
Maimunah Mohd Sharif wurde 1961 im Distrikt Kuala Pilah in der malaysischen Provinz Negeri Sembilan geboren.
Sie studierte an den Institutes of Science and Technology der University of Wales und schloss mit einer stadtplanerischen Arbeit als Bachelor of Science ab. An der Malaysia University of Science and Technology studierte sie dann Stadtplanung und erwarb einen Master of Science.

## Berufstätigkeit
Sharif arbeitete ab 1985 als Stadtplanerin bei der Stadtverwaltung von Penang Island. 2003 wurde sie zur Direktorin für Planung und Entwicklung ernannt und behielt diese Position bis 2009. In ihrer Verantwortlichkeit lagen sowohl städtische Projekte wie auch die Entwicklung des ländlichen Umlandes. Sie leitete ein Team für Stadterneuerungs-Projekte in der Bundesstaatshauptstadt George Town.
2009 wurde sie erste General-Mangerin der George Town World Heritage Incorporated, die im Juli 2008 nach Verleihung des UNESCO-Welterbe-Status an George Town gegründet worden war.
2011 wurde sie zunächst zur Präsidentin des Stadtrates von Seberang Perai, später zur Bürgermeisterin ernannt. Sie hatte diese Position bis 2017 inne. Sie lenkte die Stadtverwaltung mit der Vision eines saubereren, grüneren, sichereren und gesünderen Platzes zu arbeiten, leben, investieren und zu spielen (cleaner, greener, safer and healthier place to work, live, invest and play). Sie betonte die Bedeutung von gendergerechter Teilung von Verantwortung im ökonomischen wie administrativen Bereich. Unter ihrer Leitung war die Stadtverwaltung von Seberang Perai die erste Kommune, die ein Qualitätsmanagement nach ISO einführte und sich in sechs Bereichen zertifizieren ließ.

## Tätigkeit bei UN-Habitat
Am 22. Dezember 2017 wurde Sharif nach Nominierung durch den UN-Generalsekretär durch die UN-Vollversammlung zur Exekutiv-Direktorin des Programms der Vereinten Nationen für menschliche Siedlungen (UN-HABITAT) als Nachfolgerin des Spaniers Joan Clos gewählt.

## Andere Tätigkeitsfelder
Maimunah Mohd Sharif ist Mitglied im Netzwerk International Gender Champions (IGC), das sich  für  Geschlechtergerechtigkeit auch in internationalen Organisationen einsetzt.

## Auszeichnungen
- 2014 Planner of The Year durch das Malaysian Institute of Planners[10]
- 2016  Global Human Settlements Outstanding Contribution Award während der HABITAT III in Quito für ihre stadtplanerische Arbeit in  Seberang Perai[11]
- 2018 Recognition award durch das Malaysia Book of Records[12]

## Quellnachweise
1. ↑  https://blogs.worldbank.org/team/maimunah-mohd-sharif Porträt auf der Webpräsenz der Weltbank, abgerufen am 20. April 2019
2. ↑  https://unhabitat.org/ms-maimunah-mohd-sharif-of-malaysia-elected-new-executive-director-of-un-habitat/ Webpräsenz von UN-Habitat, abgerufen am 20. April 2019
3. ↑  Archivierte Kopie (Memento des Originals vom 3. April 2019 im Internet Archive)  Info: Der Archivlink wurde automatisch eingesetzt und noch nicht geprüft. Bitte prüfe Original- und Archivlink gemäß Anleitung und entferne dann diesen Hinweis. Porträt von M. M. Sharif auf der Webpräsenz von UN-Habitat, abgerufen am 20. April 2019
4. ↑  https://unhabitat.org/ms-maimunah-mohd-sharif-of-malaysia-elected-new-executive-director-of-un-habitat/ Webpräsenz von UN-Habitat, abgerufen am 20. April 2019
5. ↑  https://unhabitat.org/ms-maimunah-mohd-sharif-of-malaysia-elected-new-executive-director-of-un-habitat/ Webpräsenz von UN-Habitat, abgerufen am 20. April 2019
6. ↑  https://blogs.worldbank.org/team/maimunah-mohd-sharif Porträt auf der Webpräsenz der Weltbank, abgerufen am 20. April 2019
7. ↑  Archivierte Kopie (Memento des Originals vom 3. April 2019 im Internet Archive)  Info: Der Archivlink wurde automatisch eingesetzt und noch nicht geprüft. Bitte prüfe Original- und Archivlink gemäß Anleitung und entferne dann diesen Hinweis.  Porträt von M. M. Sharif auf der Webpräsenz von UN-Habitat, abgerufen am 20. April 2019
8. ↑  https://unhabitat.org/ms-maimunah-mohd-sharif-of-malaysia-elected-new-executive-director-of-un-habitat/ Webpräsenz von UN-Habitat, abgerufen am 20. April 2019
9. ↑  https://genderchampions.com/champions/maimunah-mohd-sharif abgerufen am 7. Januar 2020
10. ↑  https://blogs.worldbank.org/team/maimunah-mohd-harif@1@2Vorlage:Toter+Link/blogs.worldbank.org+(Seite+nicht+mehr+abrufbar,+festgestellt+im+Dezember+2022.+Suche+in+Webarchiven) Datei:Pictogram+voting+info.svg Info:+Der+Link+wurde+automatisch+als+defekt+markiert.+Bitte+prüfe+den+Link+gemäß+Anleitung+und+entferne+dann+diesen+Hinweis. Porträt auf der Webpräsenz der Weltbank, abgerufen am 20. April 2019
11. ↑  https://blogs.worldbank.org/team/maimunah-mohd-harif@1@2Vorlage:Toter+Link/blogs.worldbank.org+(Seite+nicht+mehr+abrufbar,+festgestellt+im+Dezember+2022.+Suche+in+Webarchiven) Datei:Pictogram+voting+info.svg Info:+Der+Link+wurde+automatisch+als+defekt+markiert.+Bitte+prüfe+den+Link+gemäß+Anleitung+und+entferne+dann+diesen+Hinweis. Porträt auf der Webpräsenz der Weltbank, abgerufen am 20. April 2019
12. ↑  https://blogs.worldbank.org/team/maimunah-mohd-harif@1@2Vorlage:Toter+Link/blogs.worldbank.org+(Seite+nicht+mehr+abrufbar,+festgestellt+im+Dezember+2022.+Suche+in+Webarchiven) Datei:Pictogram+voting+info.svg Info:+Der+Link+wurde+automatisch+als+defekt+markiert.+Bitte+prüfe+den+Link+gemäß+Anleitung+und+entferne+dann+diesen+Hinweis. Porträt auf der Webpräsenz der Weltbank, abgerufen am 20. April 2019

| Personendaten    | Personendaten                                        |
| ---------------- | ---------------------------------------------------- |
| NAME             | Sharif, Maimunah Mohd                                |
| KURZBESCHREIBUNG | malaysische Städteplanerin und UN-Habitat-Direktorin |
| GEBURTSDATUM     | 26. August 1961                                      |
| GEBURTSORT       | Kuala Pilah (Malaysia)                               |